# 영양 (물질)
영양(nutrition)은 생물이 생명을 유지하기 위해 음식을 사용하는 생화학적, 생리학적 과정이다. 이는 유기체에 영양분을 제공하며, 이는 대사되어 에너지와 화학 구조를 생성할 수 있다. 필요한 양의 영양소를 섭취하지 못하면 영양실조가 발생한다. 영양학은 일반적으로 인간의 영양을 강조하지만 영양에 대한 연구이다.
생물의 유형에 따라 필요한 영양소와 이를 얻는 방법이 결정된다. 유기체는 유기물을 섭취하거나, 무기물을 섭취하거나, 빛을 흡수하거나, 이들의 조합을 통해 영양분을 얻는다. 일부는 기본 요소를 섭취하여 내부적으로 영양분을 생산할 수 있는 반면, 일부는 기존 영양소를 얻기 위해 다른 유기체를 섭취해야 한다. 모든 형태의 생명체에는 탄소, 에너지, 물뿐만 아니라 다양한 기타 분자가 필요하다. 동물은 탄수화물, 지질, 단백질과 같은 복합 영양소를 필요로 하며, 다른 유기체를 섭취하여 이를 얻는다. 인간은 채집을 대체하고 인간의 영양을 향상시키기 위해 농업과 요리를 개발했다. 식물은 토양과 대기를 통해 영양분을 얻는다. 곰팡이는 주변의 영양분을 분해하여 균사체를 통해 흡수한다.

## 참고 문헌
- Andrews, John H. (2017). 《Comparative Ecology of Microorganisms and Macroorganisms》 2판. New York: Springer. ISBN 978-1-4939-6897-8.
- Mann, Jim; Truswell, A. Stewart, 편집. (2012). 《Essentials of Human Nutrition》 4판. Oxford: Oxford University Press. ISBN 978-0-19-956634-1.
- Mengel, Konrad; Kirkby, Ernest A.; Kosegarten, Harald; Appel, Thomas, 편집. (2001). 《Principles of Plant Nutrition》 5판. New York: Springer. doi:10.1007/978-94-010-1009-2. ISBN 978-94-010-1009-2. S2CID 9332099.
- Simpson, Stephen J.; Raubenheimer, David (2012). 《The Nature of Nutrition: A Unifying Framework from Animal Adaptation to Human Obesity》. Princeton: Princeton University Press. ISBN 978-1-4008-4280-3.
- Wu, Guoyao (2017). 《Principles of Animal Nutrition》. Boca Raton: CRC Press. ISBN 978-1-351-64637-6.